# Bactrocera distincta
Bactrocera distincta är en tvåvingeart som först beskrevs av Malloch 1931.  Bactrocera distincta ingår i släktet Bactrocera och familjen borrflugor. Inga underarter finns listade.